# Lukas Sieper

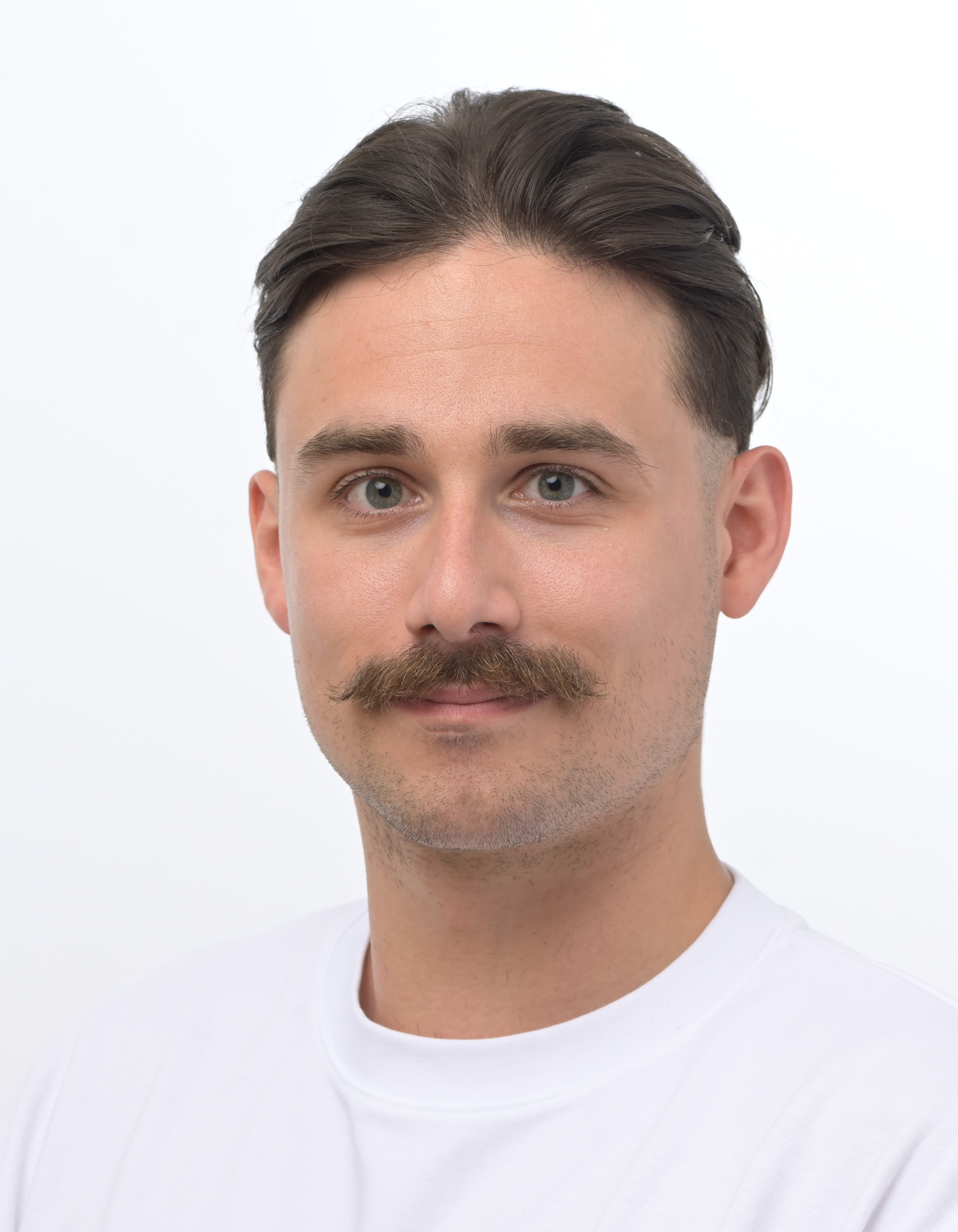
Lukas Sieper (2024)

Lukas Sieper (* 22. März 1997 in Bergisch Gladbach) ist ein deutscher Politiker (PdF). Bei der Europawahl 2024 erhielt er als Spitzenkandidat seiner Partei ein Mandat und ist seitdem Mitglied im zehnten Europäischen Parlament. Vor seiner Tätigkeit im Europäischen Parlament war er Rechtsreferendar.

## Leben

### Ausbildung
Lukas Sieper wurde in Bergisch Gladbach geboren und wuchs in Wiehl auf. Nach eigenen Angaben sind seine Eltern beide Zahnärzte. Sieper schloss seine Schullaufbahn 2015 mit dem Abitur am Dietrich-Bonhoeffer-Gymnasium in Wiehl ab. Anschließend studierte er von 2016 bis 2023 an der Universität Köln, wo er auch wohnhaft ist. Während seines Studiums absolvierte er ein Erasmus-Semester mit dem Schwerpunkt Völker- und Europarecht in Amsterdam. Nach seinem Studium absolvierte Sieper ab März 2024 sein Referendariat am Oberlandesgericht Köln.

### Politische Karriere
2020 gründete Sieper zusammen mit Lukas Reis und Carlo Lüdorf die Partei des Fortschritts in Köln. Er ist Parteisprecher seiner Partei, die ihn als Listenplatzersten für die Europawahl 2024 nominierte. Bei der Wahl erhielt die PdF bundesweit 227.631 Stimmen (0,6 %) und konnte damit ein Mandat im Europäischen Parlament gewinnen, sodass Sieper in das Parlament einzog. Nach eigenen Angaben wird sich Sieper keiner der Fraktionen im Europäischen Parlament anschließen bzw. fraktionslos bleiben, da sich die PdF selbst als „ideologiefrei“ verstehe. Sieper wolle stattdessen eine „Vermittlerrolle“ zwischen den „ideologiebasierten Fraktionen“ einnehmen.

## Politische Positionen

### Gesundheitspolitik
Sieper spricht sich für Warnhinweise auf alkoholischen Produkten und aufgrund von Kinder- und Jugendschutz für eingeschränkte Werbung für diese aus. Außerdem ist Sieper für die Entkriminalisierung von Cannabis.

### Wehrpflicht
Sieper fordert die Einführung eines verpflichtenden Gesellschaftsjahrs nach der Schulzeit oder Ausbildung in Form eines Wehrdiensts oder Zivildiensts.

### Russisch-Ukrainischer Krieg
Sieper setzt sich für Waffenlieferungen an die Ukraine ein und fordert ein Ende des Kriegs nur zu den Bedingungen der Ukraine.

### Soziale Sicherung
Sieper ist gegen das System der unterschiedlichen Rentenkassen und spricht sich gegen die Bevorzugung bestimmter Berufe aus.